# Euphaedra johnstoni
Euphaedra johnstoni är en fjärilsart som beskrevs av Butler 1887. Euphaedra johnstoni ingår i släktet Euphaedra och familjen praktfjärilar. Inga underarter finns listade i Catalogue of Life.